# Fudbalski klub Partizan 2015-2016
Questa voce raccoglie le informazioni riguardanti il Fudbalski Klub Partizan nelle competizioni ufficiali della stagione 2015-2016.

## Stagione
La stagione 2015-16 è stata la 69ª stagione del Fudbalski Klub Partizan Belgrado e la 10ª in Superliga, il massimo livello serbo.
L'allenatore serbo Zoran Milinković, subentrato a Marko Nikolić durante la stagione precedente, è stato riconfermato alla guida della squadra belgradese.
Nelle prime cinque partite di campionato il Partizan di Milinković ottiene tre vittorie e due sconfitte con una differenza reti positiva di nove. Nelle successive cinque partite i Crno-beli (Nero-bianchi) ottengono solo due vittorie, con due pareggi (Rad Belgrado e Radnički Niš) e una pesante sconfitta contro gli eterni rivali dello Stella Rossa. La stagione di Milinković finisce dopo la 13ª giornata. Il Partizan, dopo essere stato in vantaggio con i goal di Stevanović e Bojinov, prende nel secondo tempo due reti da Stanković, pareggiando così con il Radnik Surdulica. Milinković viene esonerato dalla squadra belgradese ufficialmente il 15 ottobre 2015, dopo aver totalizzato in campionato con i nero-bianchi sei vittorie, tre pareggi e quattro sconfitte. Al posto dell'ex-difensore serbo, i Crno-beli nominano Ljubinko Drulović, ex-allenatore della nazionale Serba e quella Macedone, come nuovo allenatore. L'esordio in campionato di Drulović si rivela positivo, il Partizan vince la partita casalinga contro il Javor Ivanjica. Il girone d'andata si conclude con sette vittorie, quattro pareggi e quattro sconfitte. Il girone di ritorno non inizia nel migliore dei modi, nelle prime cinque partite la formazione di Drulović ottiene solo due vittorie. Le ultime due partite di campionato del 2015 si rivelano molto difficili. La 21ª giornata si conclude con un sofferto pareggio grazie a due reti di Bojinov al 72º e all'83º, mentre la 22ª giornata si conclude con una vittoria casalinga su rimonta contro il Borac Čačak. Il 21 dicembre 2015 la società comunica ufficialmente l'esonero di Drulović. Il giorno seguente viene comunicato che l'ex-centrocampista della Roma, Ivan Tomić, sarebbe stato il nuovo tecnico dei Crno-beli. L'esordio di Tomić si rivela molto amaro. Il Partizan perde il derby cittadino contro l'OFK due a uno. Nelle ultime sette partite di campionato, i nero-bianchi ottengono ben sei vittorie di fila e una sconfitta, contro i rivali dello Stella Rossa. Il Partizan nella prima fase di campionato si classifica al secondo posto a -28 dal capolista Stella Rossa e a solo un punto di vantaggio dal concittadino Čukarički. La fase della Poule scudetto inizia il 16 aprile 2016, e vede i Crno-beli sfidare i rivali dello Stella Rossa. La partita si conclude con un pareggio grazie alle reti di Sikimić (per lo Stella Rossa) e di Everton Bilher (Partizan). La formazione di Tomić viene sconfitta nella partita casalinga con il Čukarički grazie ad una rete di Pavlović al 90º. Le successive tre partite si rivelano un successo, i nero-bianchi realizzano in totale otto reti, mentre ne prendono solo una con il Voždovac (rete di Mihajlov all'82º). La 36ª giornata porta una sconfitta contro il Radnički Niš, mentre nell'ultima giornata il Parzian ottiene una sudata vittoria contro il Vojvodina grazie anche all'autorete di Rosić. i Crno-beli non riescono a riconfermare il titolo vinto nella stagione 2014-15, classificandosi secondi, dietro ai rivali dello Stella Rossa.
In Kup Srbije il Partizan ottiene tre vittorie di fila con la porta rimasta inviolata. In semifinale contro lo Spartak Subotica, la formazione di Tomić ottiene un pareggio durante la partita d'andata e una grande vittoria nel ritorno, ottenendo così l'accesso alla finale per il secondo anno consecutivo. Nella finale con il Javor Ivanjica, disputata l'11 maggio 2016, i Crno-beli, grazie alle reti di Jovanović al 35º e di Vlahović al 97º, vincono la loro quarta Coppa di Serbia.
In Champions League i Crno-beli superano il turno di qualificazione battendo prima i georgiani del Dila Gori e poi i rumeni dello Steaua Bucarest. Vengono successivamente eliminati dai bielorussi dello BATĖ Borisov nei turni di spareggio.
L'avventura in Europa League si ferma alla fase a gironi (Gruppo L), dove in sei partite ottengono solo tre vittorie e tre sconfitte. Vengono eliminati a causa della differenza reti siccome a pari punti con i tedeschi dell'Augusta.

## Divise
| Casa | Trasferta | Terza maglia |

## Rosa
| N. |                                 | Ruolo | Calciatore         |
| -- | ------------------------------- | ----- | ------------------ |
| 1  | Serbia (bandiera)               | P     | Živko Živković     |
| 12 | Serbia (bandiera)               | P     | Filip Kljajić      |
| 50 | Serbia (bandiera)               | P     | Bojan Šaranov      |
| 2  | Bulgaria (bandiera)             | D     | Ivan Bandalovski   |
| 4  | Serbia (bandiera)               | D     | Miroslav Vulićević |
| 5  | Serbia (bandiera)               | D     | Nemanja Petrović   |
| 6  | Slovenia (bandiera)             | D     | Gregor Balažic     |
| 13 | Serbia (bandiera)               | D     | Lazar Ćirković     |
| 19 | Bosnia ed Erzegovina (bandiera) | D     | Aleksandar Subić   |
| 23 | Serbia (bandiera)               | D     | Marko Jovanović    |
| 35 | Serbia (bandiera)               | D     | Miladin Stevanović |
| 51 | Costa d'Avorio (bandiera)       | D     | Cédric Gogoua      |
| 77 | Serbia (bandiera)               | D     | Miroslav Bogosavac |
| 7  | Serbia (bandiera)               | C     | Predrag Luka       |
| 8  | Serbia (bandiera)               | C     | Darko Brašanac     |
| 11 | Serbia (bandiera)               | C     | Nikola Ninković    |

| N. |                           | Ruolo | Calciatore           |
| -- | ------------------------- | ----- | -------------------- |
| 17 | Serbia (bandiera)         | C     | Andrija Živković     |
| 18 | Serbia (bandiera)         | C     | Nemanja Glavčić      |
| 20 | Serbia (bandiera)         | C     | Saša Lukić           |
| 21 | Serbia (bandiera)         | C     | Marko Jevtović       |
| 22 | Serbia (bandiera)         | C     | Saša Ilić (capitano) |
| 25 | Brasile (bandiera)        | C     | Everton Bilher       |
| 27 | Montenegro (bandiera)     | C     | Nebojša Kosović      |
| 28 | Serbia (bandiera)         | C     | Ivan Petrović        |
| 77 | Serbia (bandiera)         | C     | Nemanja Mihajlović   |
| 80 | Serbia (bandiera)         | C     | Marko Golubović      |
| 91 | Serbia (bandiera)         | C     | Alen Stevanović      |
| 92 | Serbia (bandiera)         | C     | Nikola Trujić        |
| 9  | Serbia (bandiera)         | A     | Dušan Vlahović       |
| 10 | Costa d'Avorio (bandiera) | A     | Ismaël Béko Fofana   |
| 15 | Camerun (bandiera)        | A     | Aboubakar Oumarou    |
| 86 | Bulgaria (bandiera)       | A     | Valeri Bojinov       |

## Mercato

### Sessione estiva
| Acquisti | Acquisti           | Acquisti          | Acquisti   |
| R.       | Nome               | da                | Modalità   |
| -------- | ------------------ | ----------------- | ---------- |
| C        | Marko Jevtović     | Novi Pazar        | definitivo |
| C        | Nikola Trujić      | Napredak Kruševac | definitivo |
| A        | Valeri Bojinov     | Ternana           | definitivo |
| D        | Fabrício Dornellas | Bragantino        | prestito   |
| A        | Aboubakar Oumarou  | Waasland-Beveren  | definitivo |
| C        | Marko Golubović    | Teleoptik         | definitivo |
| C        | Nebojša Kosović    | Standard Liegi    | definitivo |
| D        | Nikola Leković     | Lechia Danzica    | prestito   |
| D        | Aleksandar Subić   | Borac Banja Luka  | definitivo |
| C        | Alen Stevanović    | Torino            | definitivo |

| Cessioni | Cessioni              | Cessioni             | Cessioni       |
| R.       | Nome                  | a                    | Modalità       |
| -------- | --------------------- | -------------------- | -------------- |
| D        | Vladimir Volkov       | Malines              | rescissione    |
| C        | Nikola Drinčić        | Maccabi Haifa        | fine contratto |
| C        | Saša Marković         | Córdoba              | rescissione    |
| C        | Eliomar Correia Silva | Javor Ivanjica       | prestito       |
| D        | Branko Ilić           | Astana               | fine contratto |
| D        | Stefan Aškovski       | Novi Pazar           | prestito       |
| C        | Danilo Pantić         | Chelsea              | rescissione    |
| P        | Milan Lukač           | Akhisar Belediyespor | fine contratto |
| C        | Filip Knežević        | Borac Čačak          | prestito       |
| A        | Nemanja Kojić         | Gaziantep            | fine contratto |
| A        | Nenad Marinković      | Voždovac             | prestito       |

### Sessione invernale
| Acquisti | Acquisti           | Acquisti     | Acquisti         | Acquisti              |
| R.       | Nome               | da           | Data             | Modalità              |
| -------- | ------------------ | ------------ | ---------------- | --------------------- |
| A        | Ismaël Béko Fofana | Q. Zhongneng | 3 novembre 2015  | Richiamo del prestito |
| D        | Marko Jovanović    | Voždovac     | 23 dicembre 2015 | definitivo            |
| P        | Bojan Šaranov      | Ergotelīs    | 23 dicembre 2015 | definitivo            |
| A        | Nemanja Mihajlović | Rad Belgrado | 28 dicembre 2015 | definitivo            |
| C        | Filip Knežević     | Borac Čačak  | 29 dicembre 2015 | Richiamo del prestito |
| C        | Everton Bilher     | San Gallo    | 6 gennaio 2016   | definitivo            |
| D        | Stefan Aškovski    | Novi Pazar   | 14 gennaio 2016  | Richiamo del prestito |
| D        | Cédric Gogoua      | SJK          | 17 gennaio 2016  | definitivo            |

| Cessioni | Cessioni         | Cessioni             | Cessioni        | Cessioni              |
| R.       | Nome             | a                    | Data            | Modalità              |
| -------- | ---------------- | -------------------- | --------------- | --------------------- |
| C        | Petar Grbić      | Akhisar Belediyespor | 6 gennaio 2016  | rescissione           |
| A        | Ivan Šaponjić    | Benfica              | 12 gennaio 2016 | rescissione           |
| C        | Stefan Babović   | Svincolato           | 14 gennaio 2016 | rescissione           |
| D        | Nikola Leković   | Lechia Danzica       | 16 gennaio 2016 | Richiamo del prestito |
| A        | Nenad Marinković | Voždovac             | 21 gennaio 2016 | rescissione           |

## Risultati

### Superliga

#### Prima fase

##### Girone di andata
| Arbitro: | Milan Ilić |

|                                                    |           |  |
| A. Živković 16’ Oumarou 21’ Bojinov 31’ Ilić 90+2’ | Marcatori |  |

| Arbitro: | Robert Kiš Čepegi |

|                                                                       |           |  |
| Bojinov 9’ (rig.), 10’ A. Živković 11’ Ninković 48’ Šaponjić 69’, 78’ | Marcatori |  |

| Arbitro: | Vlado Glođović |

|                                       |           |                        |
| Pavlović 22’ (rig.) Aškovski 27’, 72’ | Marcatori | 13’ Trujić 45+1’ Kojić |

| Arbitro: | Petar Piper |

|                        |           |                     |
| Bojinov 6’ Lukić 90+5’ | Marcatori | 59’ (rig.) Škuletić |

| Arbitro: | Bojan Nikolić |

|                                           |           |                  |
| Ivanić 6’ Stanisavljević 13’ Ožegović 61’ | Marcatori | 39’, 67’ Oumarou |

| Arbitro: | Jovanović |

|             |           |           |
| Bojinov 22’ | Marcatori | 20’ Vidić |

| Arbitro: | Danilo Grujić |

|             |           |                                  |
| Bojinov 70’ | Marcatori | 37’ Trujić 48’ Balažic 68’ Lukić |

| Arbitro: | Ilija Brdar |

|                             |           |                  |
| A. Živković 5’ Šaponjić 34’ | Marcatori | 50’ Ignjatijević |

| Arbitro: | Milorad Mažić |

|                           |           |                |
| Vieira 26’, 48’ Katai 54’ | Marcatori | 44’ Stevanović |

| Belgrado 20 settembre 2015, ore 20:00 10ª giornata | Partizan           | 0 – 0 referto | Radnički Niš | Stadio Partizan (3 000 spett.)\| Arbitro: \| Dejan Dimitrijević \| |
| Arbitro:                                           | Dejan Dimitrijević |               |              |                                                                    |

| Arbitro: | Milorad Mažić |

|             |           |                                    |
| Ćirković 4’ | Marcatori | 46’ A. Živković 72’ (rig.) Babović |

| Arbitro: | Milorad Mažić |

|  |           |               |
|  | Marcatori | 34’ Piasentin |

| Arbitro: | Vlado Glođović |

|                    |           |                           |
| Stanković 56’, 70’ | Marcatori | 7’ Stevanović 30’ Bojinov |

| Arbitro: | Srđan Obradović |

|                                         |           |                           |
| Ostojić 28’ A. Živković 35’ Bojinov 66’ | Marcatori | 9’ Dražić 90+1’ Kolaković |

| Arbitro: | Milija Ilić |

|                       |           |                       |
| Lepović 9’ Gavrić 88’ | Marcatori | 48’ Babović 79’ Grbić |

##### Girone di ritorno
| Arbitro: | Dejan Dimitrijević |

|                       |           |  |
| Mladenović 16’ (rig.) | Marcatori |  |

| Arbitro: | Nenad Đokić |

|                         |           |                         |
| Nikolić 10’ Popović 44’ | Marcatori | 74’ Bojinov 83’ Babović |

| Arbitro: | Milorad Mažić |

|                                 |           |  |
| Bojinov 32’ Ninković 48’, 90+1’ | Marcatori |  |

| Arbitro: | Danilo Grujić |

|  |           |                 |
|  | Marcatori | 50’ A. Živković |

| Arbitro: | Bojan Nikolić |

|  |           |                              |
|  | Marcatori | 79’ Rosić 88’ Stanisavljević |

| Arbitro: | Srđan Jovanović |

|                       |           |                  |
| Trninić 36’ Denić 59’ | Marcatori | 72’, 83’ Bojinov |

| Arbitro: | Vlado Glođović |

|                             |           |              |
| A. Živković 37’ Bojinov 84’ | Marcatori | 17’ Jevtović |

| Arbitro: | Dejan Filipović |

|                           |           |              |
| Jovović 57’ Pavlovski 63’ | Marcatori | 22’ Brašanac |

| Arbitro: | Vlado Glođović |

|            |           |                      |
| Gogoua 17’ | Marcatori | 24’ Lucho 32’ Vieira |

| Arbitro: | Aleksandar Vasić |

|  |           |          |
|  | Marcatori | 60’ Ilić |

| Arbitro: | Nenad Đokić |

|                                         |           |  |
| Brašanac 10’ Stevanović 25’ Kosović 68’ | Marcatori |  |

| Arbitro: | Aleksandar Vasić |

|                       |           |                            |
| Bandalovski 1’ (aut.) | Marcatori | 48’ Stevanović 66’ Bojinov |

| Arbitro: | Robert Kiš Čepegi |

|                            |           |                       |
| Vlahović 53’ Ilić 65’, 70’ | Marcatori | 19’ Owusu 33’ Deletić |

| Arbitro: | Dejan Santrač |

|            |           |                                       |
| Dražić 72’ | Marcatori | 4’ Mihajlović 29’ (aut.) Crnomarković |

| Arbitro: | Dejan Santrač |

|                                        |           |  |
| Bojinov 6’ (rigore), 44’ Ilić 56’, 72’ | Marcatori |  |

#### Poule scudetto
| Arbitro: | Aleksandar Vasić |

|             |           |                      |
| Sikimić 84’ | Marcatori | 90+4’ Everton Bilher |

| Arbitro: | Nenad Đokić |

|             |           |                           |
| Bojinov 20’ | Marcatori | 11’ Janković 90’ Pavlović |

| Arbitro: | Dejan Anđelković |

|                                   |           |  |
| Golubović 20’ Brašanac 73’ (rig.) | Marcatori |  |

| Arbitro: | Petar Piper |

|  |           |                                        |
|  | Marcatori | 39’, 43’ Bojinov 56’, 90+2’ Mihajlović |

| Arbitro: | Nemanja Petković |

|                              |           |              |
| Golubović 46’ Mihajlović 80’ | Marcatori | 82’ Mihajlov |

| Arbitro: | Milorad Mažić |

|                |           |  |
| Marjanović 40’ | Marcatori |  |

| Arbitro: | Bojan Nikolić |

|                                               |           |                |
| Milenković 7’ Mihajlović 26’ Rosić 62’ (aut.) | Marcatori | 69’, 73’ Meleg |

### Kup Srbije
| Arbitro: | Lazar Lukić |

|  |           |                          |
|  | Marcatori | 48’, 69’ (rig.) Šaponjić |

| Arbitro: | Igor Stojilković |

|  |           |             |
|  | Marcatori | Oumarou 29’ |

| Arbitro: | Milorad Mažić |

|                                  |           |  |
| Mihajlović 18’ A. Stevanović 79’ | Marcatori |  |

| Belgrado 16 marzo 2016, ore 18:00 Semifinale - Andata | Partizan   | 0 – 0 referto | Spartak Subotica | Stadio Partizan (3 000 spett.)\| Arbitro: \| Milan Ilić \| |
| Arbitro:                                              | Milan Ilić |               |                  |                                                            |

| Arbitro: | Bojan Nikolić |

|  |           |                                            |
|  | Marcatori | 2’ Mihajlović 84’ Vlahović 90’ Bandalovski |

| Arbitro: | Milorad Mažić (Vrbas) |

|                              |           |  |
| Jovanović 35’ Vlahović 90+7’ | Marcatori |  |

### Champions League

#### Qualificazioni
| Arbitro: | Bastian Dankert |

|             |           |  |
| Babović 83’ | Marcatori |  |

| Arbitro: | Daniel Stefański |

|  |           |                         |
|  | Marcatori | 37’ Brašanac 64’ Oumaru |

| Arbitro: | Kevin Blom |

|            |           |               |
| Varela 81’ | Marcatori | 62’ Vulićević |

| Arbitro: | István Vad |

|                                                      |           |                        |
| Babović 8’ Jevtović 60’ A. Živković 69’ Trujić 90+1’ | Marcatori | 11’ Muniru 33’ Hamroun |

#### Spareggi
| Arbitro: | Craig Thomson |

|                |           |  |
| Hardzejčuk 75’ | Marcatori |  |

| Arbitro: | Svein Oddvar Moen |

|                                     |           |              |
| Žaŭnerčyk 74’ (aut.) Šaponjić 90+3’ | Marcatori | 25’ Stasevič |

### Europa League

#### Fase a gironi (Gruppo L)
| Arbitro: | Daniele Orsato |

|                               |           |                                    |
| Oumarou 11’, 40’ Živković 89’ | Marcatori | 34’ van der Linden 90+3’ Henriksen |

| Arbitro: | Alexandru Tudor |

|               |           |                                   |
| Bobadilla 58’ | Marcatori | 31’, 62’ A. Živković 54’ Fabrício |

| Arbitro: | Paweł Raczkowski |

|  |           |                      |
|  | Marcatori | 32’ García 85’ Beñat |

| Arbitro: | Michalīs Koukoulakīs |

|                                                      |           |             |
| Williams 15’, 19’ Beñat 40’ Aduriz 71’ Elustondo 81’ | Marcatori | 17’ Oumarou |

| Arbitro: | Harald Lechner |

|            |           |                          |
| Dabney 48’ | Marcatori | 65’ Oumarou 89’ Živković |

| Arbitro: | Paolo Tagliavento |

|             |           |                                                |
| Oumarou 11’ | Marcatori | 45+2’ Hong Jeong-Ho 51’ Verhaegh 89’ Bobadilla |

## Statistiche

### Statistiche di squadra
Dati aggiornati al 21 maggio 2016.
| Competizione     | Punti | In casa | In casa | In casa | In casa | In casa | In casa | In trasferta | In trasferta | In trasferta | In trasferta | In trasferta | In trasferta | Totale | Totale | Totale | Totale | Totale | Totale | DR  |
| Competizione     | Punti | G       | V       | N       | P       | Gf      | Gs      | G            | V            | N            | P            | Gf           | Gs           | G      | V      | N      | P      | Gf     | Gs     | DR  |
| ---------------- | ----- | ------- | ------- | ------- | ------- | ------- | ------- | ------------ | ------------ | ------------ | ------------ | ------------ | ------------ | ------ | ------ | ------ | ------ | ------ | ------ | --- |
| Superliga        | 94    | 19      | 13      | 2       | 4       | 42      | 18      | 18           | 7            | 5            | 6            | 30           | 26           | 37     | 20     | 7      | 10     | 72     | 44     | +28 |
| Kup Srbije       | -     | 2       | 1       | 1       | 0       | 2       | 0       | 4            | 4            | 0            | 0            | 8            | 0            | 6      | 5      | 1      | 0      | 10     | 0      | +10 |
| Champions League | -     | 3       | 3       | 0       | 0       | 7       | 3       | 3            | 1            | 1            | 1            | 3            | 2            | 6      | 4      | 1      | 1      | 10     | 5      | +5  |
| Europa League    | 9     | 3       | 1       | 0       | 2       | 4       | 7       | 3            | 2            | 0            | 1            | 6            | 7            | 6      | 3      | 0      | 3      | 10     | 14     | −4  |
| Totale           | 103   | 27      | 18      | 3       | 6       | 55      | 28      | 28           | 14           | 6            | 8            | 47           | 35           | 55     | 32     | 9      | 14     | 102    | 63     | 39  |

### Statistiche giocatori
Dati aggiornati al 21 maggio 2016.
| Giocatore      | Superliga | Superliga | Superliga   | Superliga  | Kup Srbije | Kup Srbije | Kup Srbije  | Kup Srbije | Champions ed Europa League | Champions ed Europa League | Champions ed Europa League | Champions ed Europa League | Totale   | Totale | Totale      | Totale     |
| Giocatore      | Presenze  | Reti      | Ammonizioni | Espulsioni | Presenze   | Reti       | Ammonizioni | Espulsioni | Presenze                   | Reti                       | Ammonizioni                | Espulsioni                 | Presenze | Reti   | Ammonizioni | Espulsioni |
| -------------- | --------- | --------- | ----------- | ---------- | ---------- | ---------- | ----------- | ---------- | -------------------------- | -------------------------- | -------------------------- | -------------------------- | -------- | ------ | ----------- | ---------- |
| A. Živković    | 15        | 7         | 0           | 0          | 1          | 0          | 0           | 0          | 11                         | 5                          | 0                          | 0                          | 27       | 12     | 0           | 0          |
| A. Oumarou     | 13        | 3         | 0           | 0          | 2          | 1          | 0           | 0          | 11                         | 6                          | 0                          | 0                          | 26       | 10     | 0           | 0          |
| S. Ilić        | 28        | 6         | 0           | 0          | 5          | 0          | 0           | 0          | 8                          | 0                          | 0                          | 0                          | 41       | 6      | 0           | 0          |
| D. Brašanac    | 25        | 3         | 0           | 0          | 5          | 0          | 0           | 0          | 10                         | 1                          | 0                          | 0                          | 40       | 4      | 0           | 0          |
| V. Bojinov     | 31        | 18        | 0           | 0          | 4          | 0          | 0           | 0          | 10                         | 0                          | 0                          | 0                          | 45       | 18     | 0           | 0          |
| M. Vulićević   | 19        | 0         | 0           | 0          | 2          | 0          | 0           | 0          | 11                         | 1                          | 0                          | 0                          | 32       | 1      | 0           | 0          |
| M. Jevtović    | 22        | 0         | 0           | 0          | 2          | 0          | 0           | 0          | 10                         | 1                          | 0                          | 0                          | 34       | 1      | 0           | 0          |
| S. Lukić       | 25        | 2         | 0           | 0          | 3          | 0          | 0           | 0          | 3                          | 0                          | 0                          | 0                          | 31       | 2      | 0           | 0          |
| I. Bandalovski | 22        | 0         | 0           | 0          | 5          | 1          | 0           | 0          | 2                          | 0                          | 0                          | 0                          | 29       | 1      | 0           | 0          |
| A. Stevanović  | 20        | 3         | 0           | 0          | 5          | 1          | 0           | 0          | 3                          | 0                          | 0                          | 0                          | 28       | 4      | 0           | 0          |
| S. Babović     | 14        | 3         | 0           | 0          | 2          | 0          | 0           | 0          | 11                         | 2                          | 0                          | 0                          | 27       | 5      | 0           | 0          |
| Ž. Živković    | 15        | 0         | 0           | 0          | 1          | 0          | 0           | 0          | 10                         | 0                          | 0                          | 0                          | 26       | 0      | 0           | 0          |
| N. Ninković    | 14        | 3         | 0           | 0          | 1          | 0          | 0           | 0          | 8                          | 0                          | 0                          | 0                          | 23       | 3      | 0           | 0          |
| I. Šaponjić    | 17        | 3         | 0           | 0          | 1          | 2          | 0           | 0          | 7                          | 1                          | 0                          | 0                          | 25       | 6      | 0           | 0          |
| N. Petrović    | 11        | 0         | 0           | 0          | 2          | 0          | 0           | 0          | 9                          | 0                          | 0                          | 0                          | 22       | 0      | 0           | 0          |
| F. Dornellas   | 13        | 0         | 0           | 0          | 0          | 0          | 0           | 0          | 9                          | 0                          | 0                          | 0                          | 22       | 0      | 0           | 0          |
| N. Kosović     | 17        | 1         | 0           | 0          | 4          | 0          | 0           | 0          | 0                          | 0                          | 0                          | 0                          | 21       | 1      | 0           | 0          |
| L. Ćirković    | 13        | 0         | 0           | 0          | 2          | 0          | 0           | 0          | 5                          | 0                          | 0                          | 0                          | 20       | 0      | 0           | 0          |
| G. Balažic     | 10        | 1         | 0           | 0          | 1          | 0          | 0           | 0          | 9                          | 0                          | 0                          | 0                          | 20       | 1      | 0           | 0          |
| N. Mihajlović  | 14        | 5         | 0           | 0          | 4          | 2          | 0           | 0          | 0                          | 0                          | 0                          | 0                          | 18       | 7      | 0           | 0          |
| M. Bogosavac   | 16        | 0         | 0           | 0          | 4          | 0          | 0           | 0          | 0                          | 0                          | 0                          | 0                          | 20       | 0      | 0           | 0          |
| D. Vlahović    | 14        | 1         | 0           | 0          | 4          | 2          | 0           | 0          | 0                          | 0                          | 0                          | 0                          | 18       | 3      | 0           | 0          |
| M. Jovanović   | 12        | 0         | 0           | 0          | 4          | 1          | 0           | 0          | 0                          | 0                          | 0                          | 0                          | 16       | 1      | 0           | 0          |
| P. Grbić       | 9         | 1         | 0           | 0          | 0          | 0          | 0           | 0          | 4                          | 0                          | 0                          | 0                          | 13       | 1      | 0           | 0          |
| M. Golubović   | 14        | 2         | 0           | 0          | 3          | 0          | 0           | 0          | 0                          | 0                          | 0                          | 0                          | 17       | 2      | 0           | 0          |
| A. Subić       | 10        | 0         | 0           | 0          | 1          | 0          | 0           | 0          | 4                          | 0                          | 0                          | 0                          | 15       | 0      | 0           | 0          |
| B. Šaranov     | 12        | 0         | 0           | 0          | 3          | 0          | 0           | 0          | 0                          | 0                          | 0                          | 0                          | 15       | 0      | 0           | 0          |
| F. Kljajić     | 9         | 0         | 0           | 0          | 2          | 0          | 0           | 0          | 2                          | 0                          | 0                          | 0                          | 13       | 0      | 0           | 0          |
| N. Trujić      | 9         | 2         | 0           | 0          | 1          | 0          | 0           | 0          | 3                          | 1                          | 0                          | 0                          | 13       | 3      | 0           | 0          |
| E. Bilher      | 9         | 1         | 0           | 0          | 2          | 0          | 0           | 0          | 0                          | 0                          | 0                          | 0                          | 11       | 1      | 0           | 0          |
| C. Gogoua      | 8         | 1         | 0           | 0          | 4          | 0          | 0           | 0          | 0                          | 0                          | 0                          | 0                          | 12       | 1      | 0           | 0          |
| M. Ostojić     | 7         | 1         | 0           | 0          | 0          | 0          | 0           | 0          | 2                          | 0                          | 0                          | 0                          | 9        | 1      | 0           | 0          |
| M. Stevanović  | 7         | 1         | 0           | 0          | 1          | 0          | 0           | 0          | 0                          | 0                          | 0                          | 0                          | 8        | 1      | 0           | 0          |
| N. Leković     | 5         | 0         | 0           | 0          | 1          | 0          | 0           | 0          | 2                          | 0                          | 0                          | 0                          | 8        | 0      | 0           | 0          |
| N. Milenković  | 4         | 1         | 0           | 0          | 0          | 0          | 0           | 0          | 0                          | 0                          | 0                          | 0                          | 4        | 1      | 0           | 0          |
| N. Glavčić     | 2         | 0         | 0           | 0          | 1          | 0          | 0           | 0          | 0                          | 0                          | 0                          | 0                          | 3        | 0      | 0           | 0          |
| V. Birmančević | 3         | 0         | 0           | 0          | 0          | 0          | 0           | 0          | 0                          | 0                          | 0                          | 0                          | 3        | 0      | 0           | 0          |
| I. B. Fofana   | 1         | 0         | 0           | 0          | 0          | 0          | 0           | 0          | 0                          | 0                          | 0                          | 0                          | 1        | 0      | 0           | 0          |
| I. Petrović    | 1         | 0         | 0           | 0          | 1          | 0          | 0           | 0          | 0                          | 0                          | 0                          | 0                          | 2        | 0      | 0           | 0          |
| M. Jovičić     | 1         | 0         | 0           | 0          | 0          | 0          | 0           | 0          | 0                          | 0                          | 0                          | 0                          | 1        | 0      | 0           | 0          |
| N. Kojić       | 1         | 1         | 0           | 0          | 0          | 0          | 0           | 0          | 0                          | 0                          | 0                          | 0                          | 1        | 1      | 0           | 0          |